# Jenny Meldrum

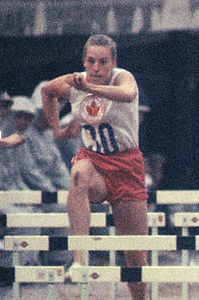
Jenny Wingerson bei den Olympischen Spielen 1964

Jenny Meldrum (eigentlich Jennifer Anne Meldrum, geb. Wingerson; * 12. April 1943 in Toronto) ist eine ehemalige kanadische Hürdenläuferin und Fünfkämpferin.
1963 gewann sie bei den Panamerikanischen Spielen in São Paulo Silber über 80 m Hürden.
Bei den Olympischen Spielen 1964 in Tokio schied sie über 80 m Hürden im Vorlauf aus und kam im Fünfkampf auf den 13. Platz.
1966 gewann sie bei den British Empire and Commonwealth Games in Kingston Bronze über 80 m Hürden; im Weitsprung wurde sie Sechste und im Kugelstoßen Neunte. Im Jahr darauf holte sie bei den Panamerikanischen Spielen 1967 in Winnipeg Silber im Fünfkampf sowie in der 4-mal-100-Meter-Staffel; über 80 m Hürden und im Weitsprung wurde sie jeweils Achte.
Bei den Olympischen Spielen 1968 in Mexiko-Stadt wurde sie im Fünfkampf Elfte; über 80 m Hürden kam sie erneut nicht über die erste Runde hinaus.
1970 gewann sie bei den British Commonwealth Games in Edinburgh Bronze im Fünfkampf und scheiterte über 100 m Hürden im Vorlauf. Bei den Panamerikanischen Spielen 1971 in Cali wurde sie über 100 m Hürden Sechste.
Fünfmal wurde sie Kanadische Meisterin über 80 m Hürden (1962–1965, 1967), viermal im Weitsprung (1961, 1965–1967) und dreimal im Fünfkampf (1965, 1967, 1970).

## Persönliche Bestleistungen
- 80 m Hürden: 10,8 s, 1964
- Fünfkampf: 4774 Punkte, Mexiko-Stadt